# Бъндерица (хижа)
Вижте пояснителната страница за други значения на Бъндерица.
Хижа Бъндерица е хижа в Северен Пирин, разположена на левия бряг на река Бъндерица на 1810 м надморска височина. Построена е през 1915 година по заповед на цар Фердинанд и тогава служителя в министерството на земеделието Костадин Байкушев като сушилня за семена от черна мура. След войната постройката е занемарена. През 1926 година хижата е отстъпена на ТД „Елтепе“ - град Банско. През 1930 и 1931 година дружеството ремонтира и разширява хижата.  През 80-те години е построена нова голяма сграда, с което общият капацитет на хижата става 230 легла. Намира се на 14 км от град Банско, до който води асфалтиран път. В непоследствена близост – на 300 метра югозападно по асфалтовото шосе – има пригодено място за палатъчен лагер.